# Biofísica

La cinesina utilitza la dinàmica de dominis proteics a nanoescala per caminar al llarg d'un microtúbul.

La biofísica o física biològica és una branca de la biologia i de la física, una branca interdisciplinària, que estudia els fenòmens físics relacionats amb els sistemes biològics, entre molècules, a les cèl·lules, als organismes pluricel·lulars o dins d'un ecosistema.
Actualment la recerca en biofísica tracta un ventall de problemes biològics que no comparteixen un factor identificador únic ni es poden aplegar sota una definició clara i concisa. Això és conseqüència de l'aparició relativament recent de la biofísica com a disciplina científica. Els problemes tractats van des de la comparació de seqüències o el plegament de proteïnes a les xarxes neuronals. En els darrers anys la biofísica també ha inclòs problemes de bioenginyeria i nanotecnologia, com el disseny i la connexió d'extremitats mecàniques i de nanomàquines per regular funcions biològiques.

## Història
Els estudis de Luigi Galvani (1737-1798) van establir les bases del posterior camp de la biofísica. Alguns dels primers estudis de biofísica van ser realitzats a la dècada de 1840 per un grup conegut com l'escola de fisiòlegs de Berlín. Entre els seus membres hi havia pioners com Hermann von Helmholtz, Ernst Heinrich Weber, Carl F. W. Ludwig i Johannes Peter Müller.
William T. Bovie (1882-1958) va ser un dels impulsors del desenvolupament d'aquest camp a mitjans del segle xx. Va ser un dels líders en el desenvolupament de l'electrocirurgia.
La popularitat del camp va augmentar quan es va publicar el llibre Què és la vida? (What Is Life?) d'Erwin Schrödinger. Des de 1957, els biofísics s'han organitzat a la Societat de Biofísica, que actualment compta amb uns 9.000 membres a tot el món.
Alguns autors, com Robert Rosen, critiquen la biofísica perquè consideren que el mètode biofísic no té en compte l'especificitat dels fenòmens biològics.